# 馬拉塔伊濟斯
21°45′14″S 41°19′26″W / 21.75389°S 41.32389°W

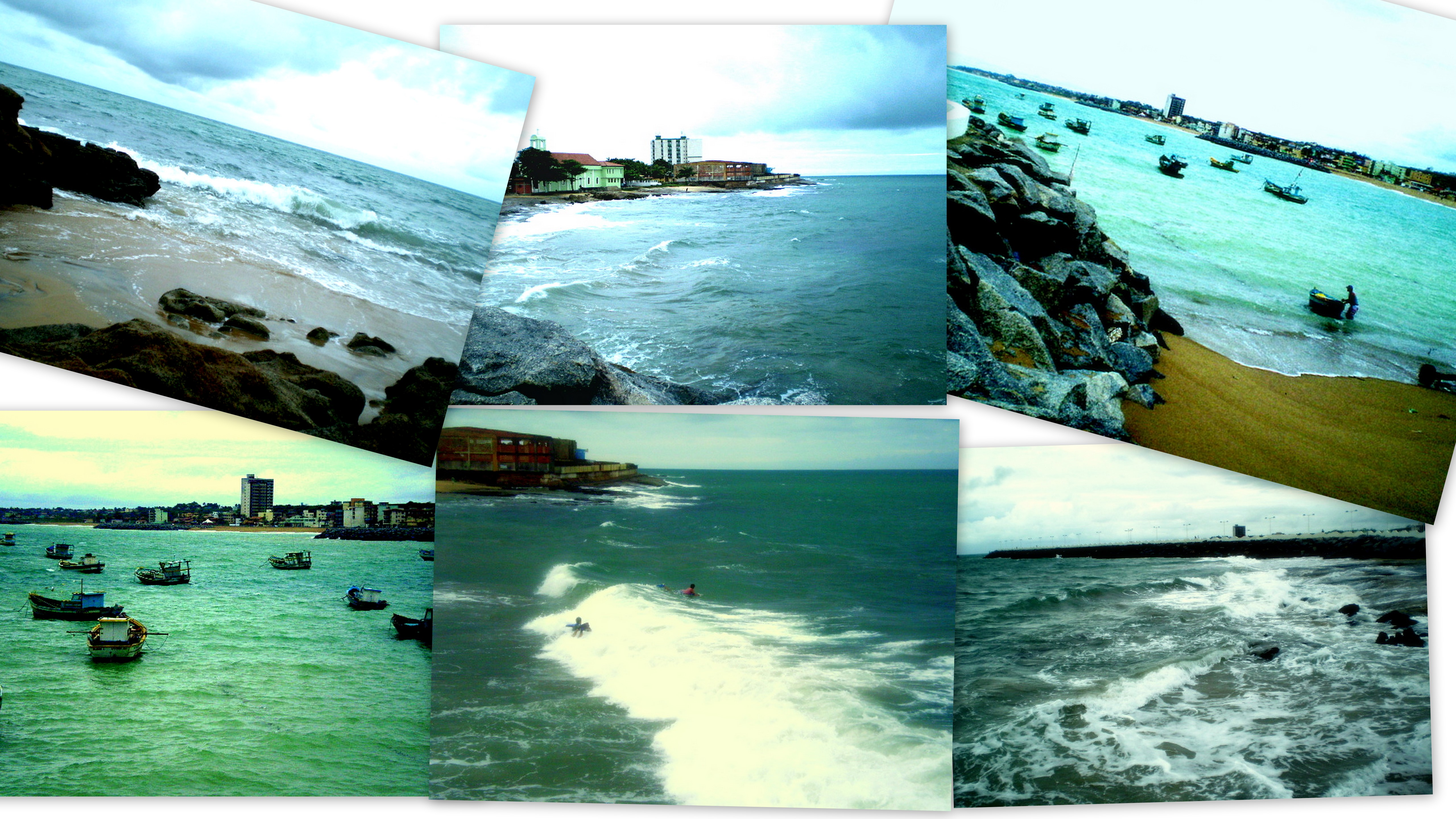

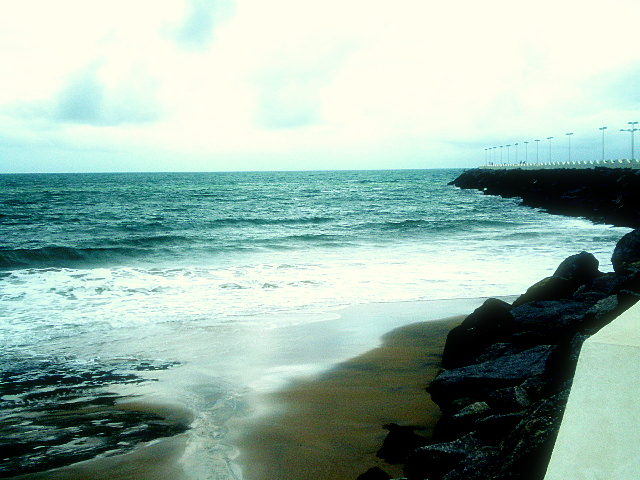

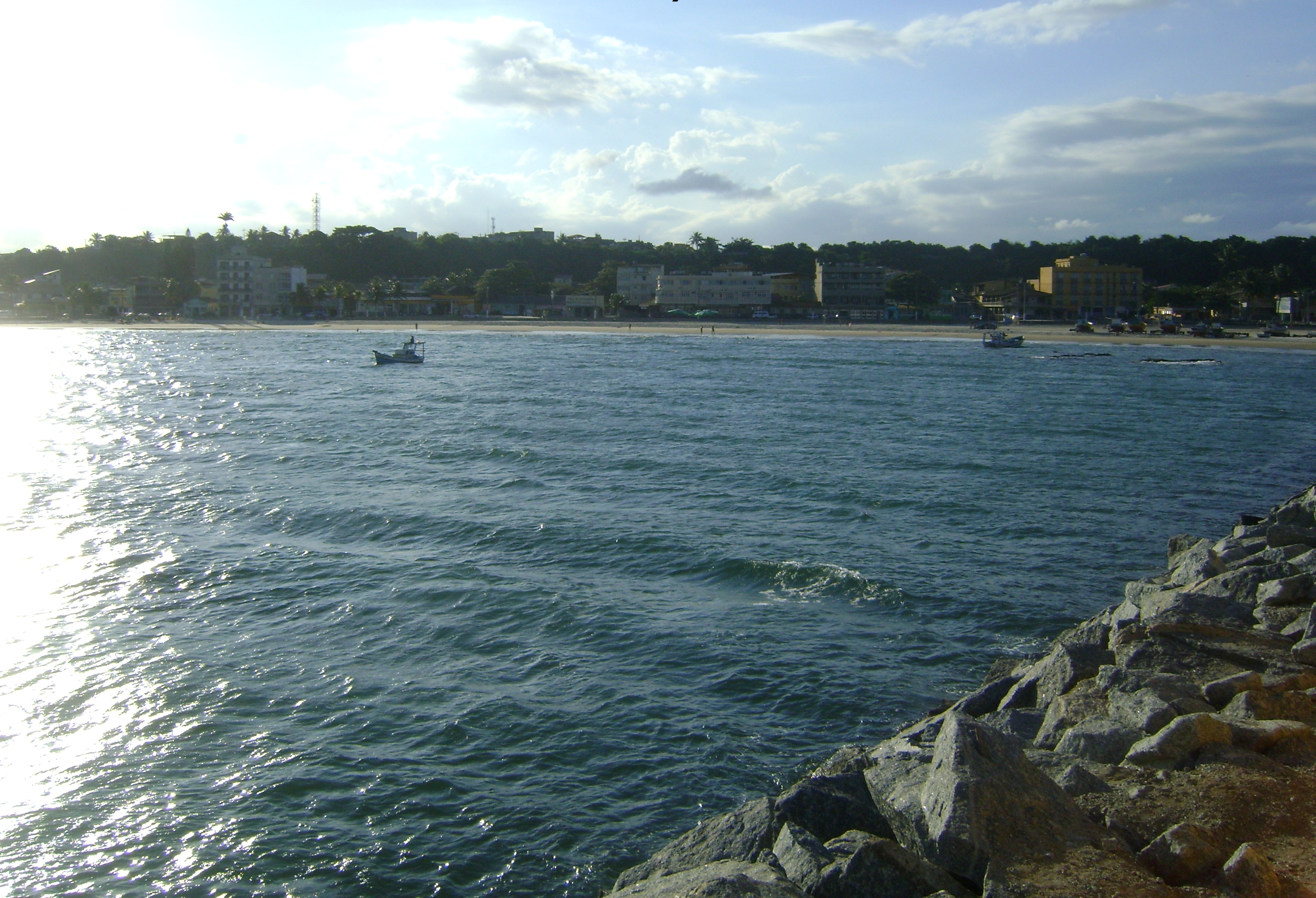

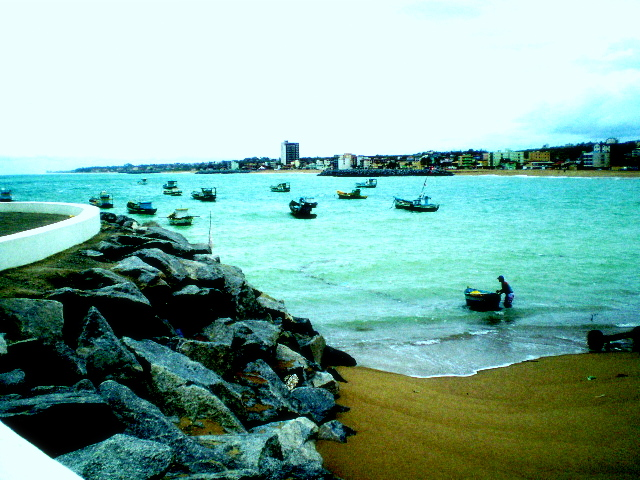

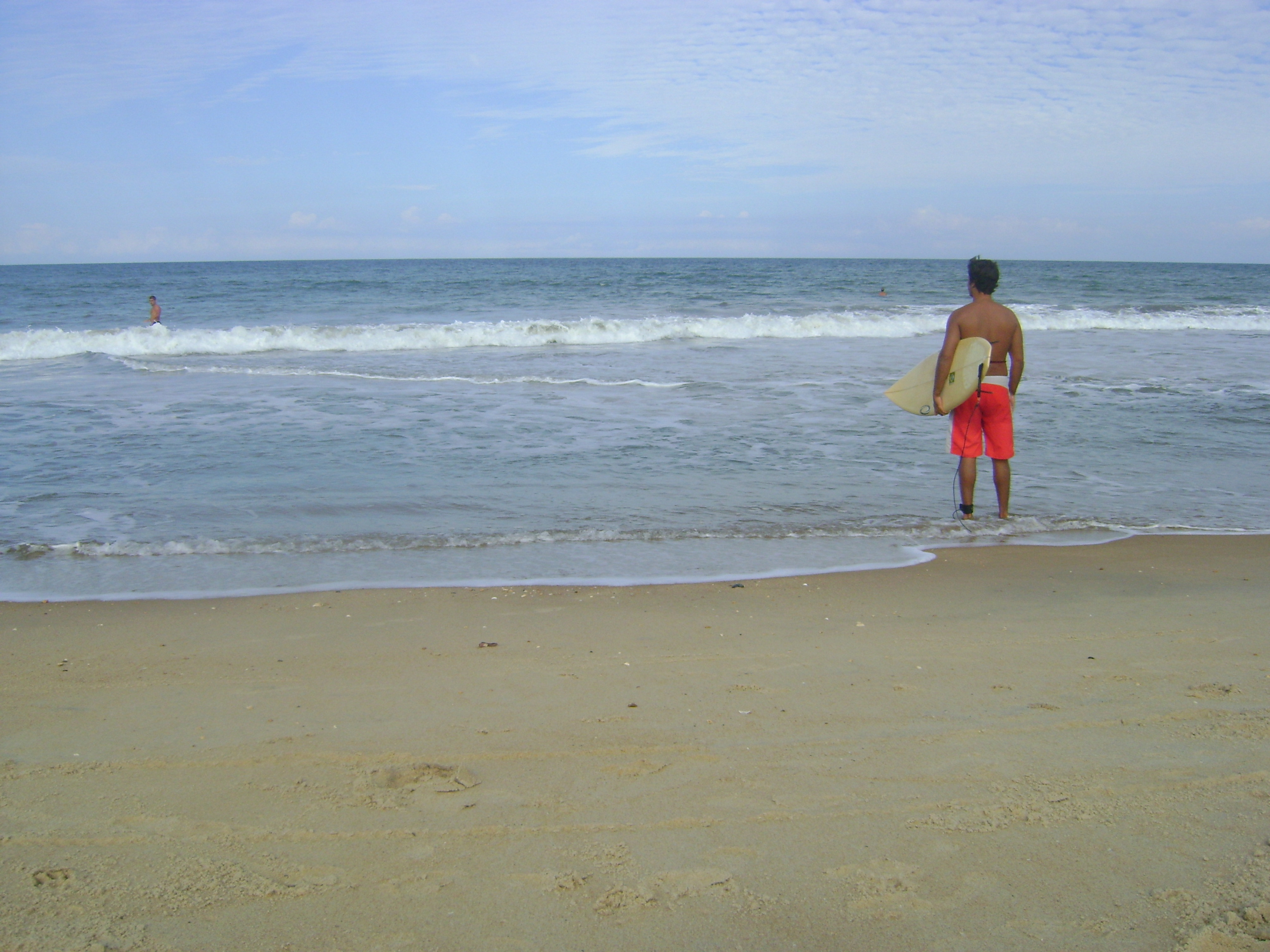

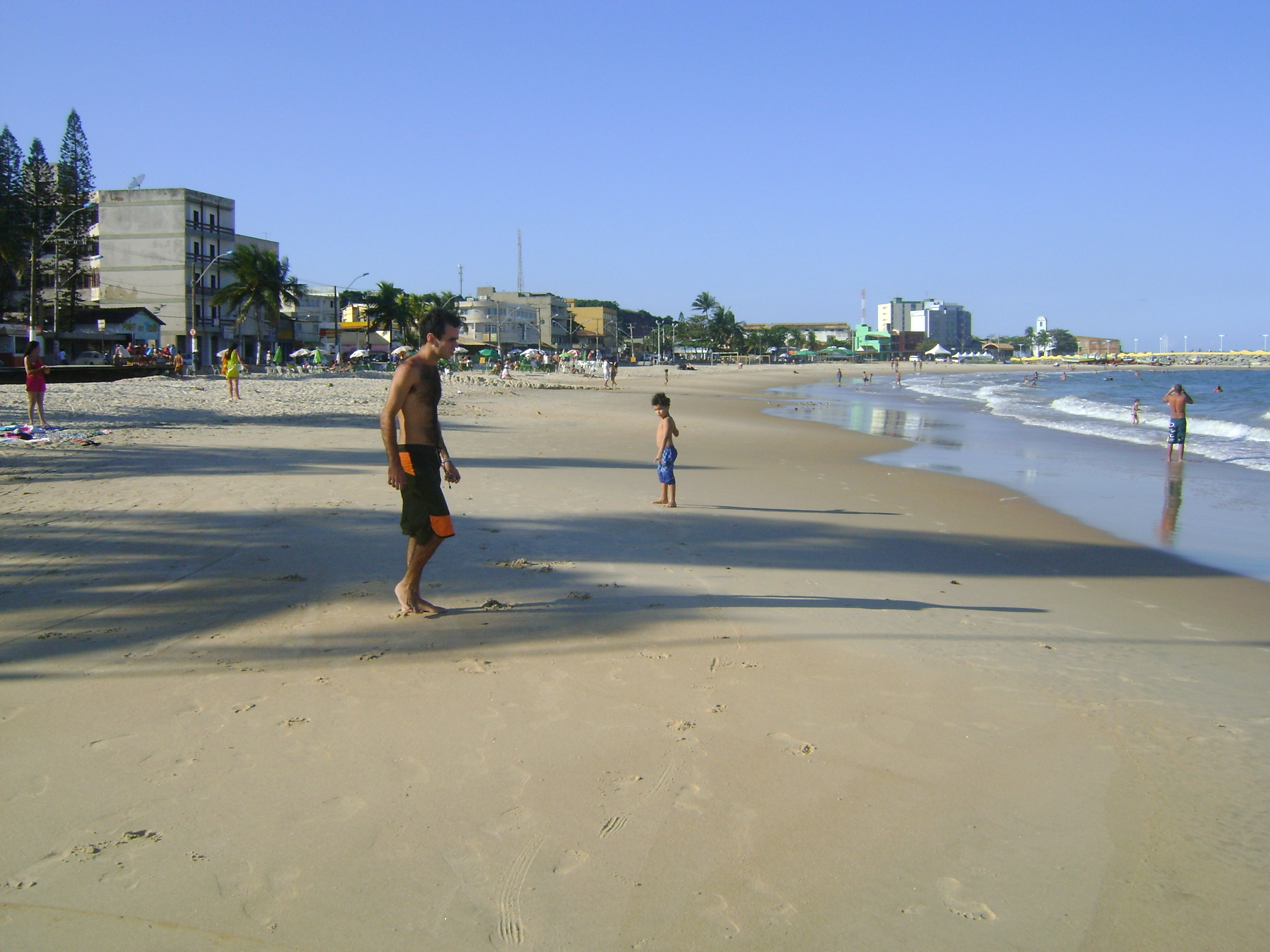

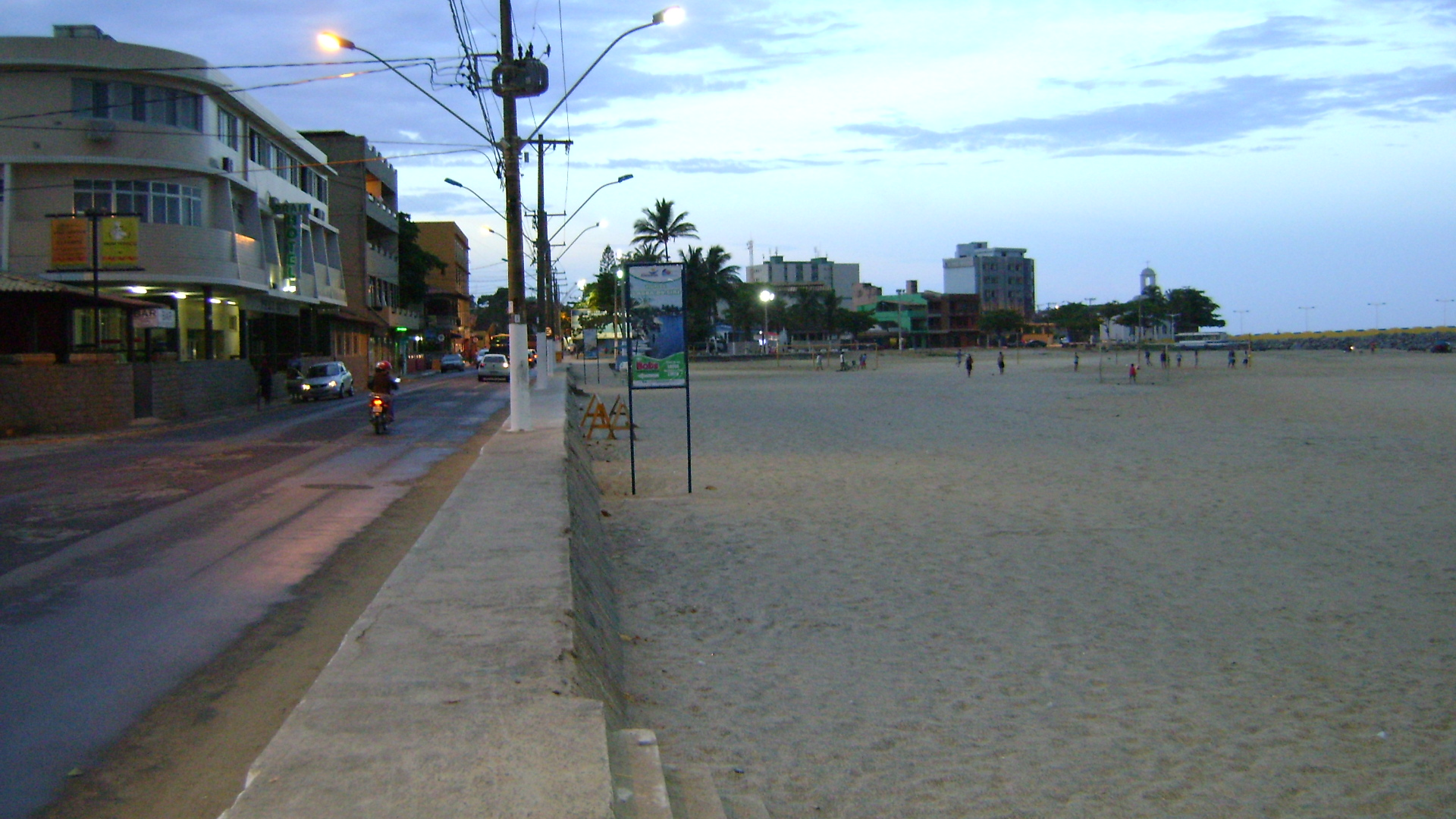

馬拉塔伊濟斯（葡萄牙語：Marataízes），是巴西的城鎮，位於該國東南部，由聖埃斯皮里圖州負責管轄，始建於1992年1月14日，面積133平方公里，海拔高度2米，2010年人口34,140，人口密度每平方公里252.23人。